# Tatort: Im Schmerz geboren
Im Schmerz geboren ist ein Fernsehfilm mit dem Ermittler Felix Murot aus der Krimireihe Tatort. Das Drehbuch schrieb Michael Proehl, Florian Schwarz führte Regie. Der vom Hessischen Rundfunk produzierte Beitrag ist der 920. Fall der Tatort-Reihe und lief bereits vor seiner Erstausstrahlung am 12. Oktober 2014 auf Filmfestivals, wo er zahlreiche Auszeichnungen erhielt. Der Film ist außerdem als der Tatort mit den meisten Toten bekannt.

## Handlungsüberblick
Der Beginn der Handlung zitiert die Anfangsszene des Italowesterns Spiel mir das Lied vom Tod: Drei bewaffnete Männer stehen auf dem Bahnsteig eines einsamen Vorortbahnhofs. Als der Mann, auf den sie mit offenkundig feindseligen Absichten warten, aus einem Zug steigt, werden sie erschossen. Auf dem Überwachungsvideo erkennt die Polizei, dass aber nicht der Ankömmling geschossen hat. Dieser ist der einstige Polizeischüler Richard Harloff, vor 30 Jahren bester Freund des örtlichen LKA-Hauptkommissars Murot, der damals mit ihm dieselbe Frau in einer offenen Dreierbeziehung liebte. Harloff wurde damals wegen eines Drogenvergehens aus dem Polizeidienst entlassen und ging mit der Frau nach Bolivien, wo er zu einem mächtigen Drogenbaron wurde.
Auf Veranlassung Harloffs und unter Beteiligung seines vermeintlichen Sohnes David, eines Scharfschützen, der auch die Männer am Bahnhof erschoss, geschehen weitere Morde. Durch diese kann Harloff nicht nur Rache an einem alten Feind üben, sondern auch dessen Verbrecherorganisation übernehmen; es kann ihm jedoch nichts nachgewiesen werden.
Murot versucht unterdessen, die Mordserie zu stoppen, und muss erkennen, dass es sich um einen großangelegten Racheakt des psychisch kranken Harloff gegen ihn persönlich handelt. In dessen Verlauf kommen etwa 50 Menschen zu Tode, die meisten in einer von Harloff zum Selbstzweck angezettelten Massenschießerei zwischen seinen Gangstern und einer Sondereinheit der Polizei.
Es stellt sich heraus, dass Harloff den Kommissar dazu bringen möchte, David zu töten. Dieser ist nämlich in Wahrheit Murots Sohn, bei dessen Geburt die Mutter starb. Hierüber verlor Harloff den Verstand, er zog David nur groß, um ihn irgendwann auf seinen leiblichen Vater zu hetzen. David und Harloff finden den Tod, doch verbirgt man vor Murot, wessen Sohn David war.

## Handlung

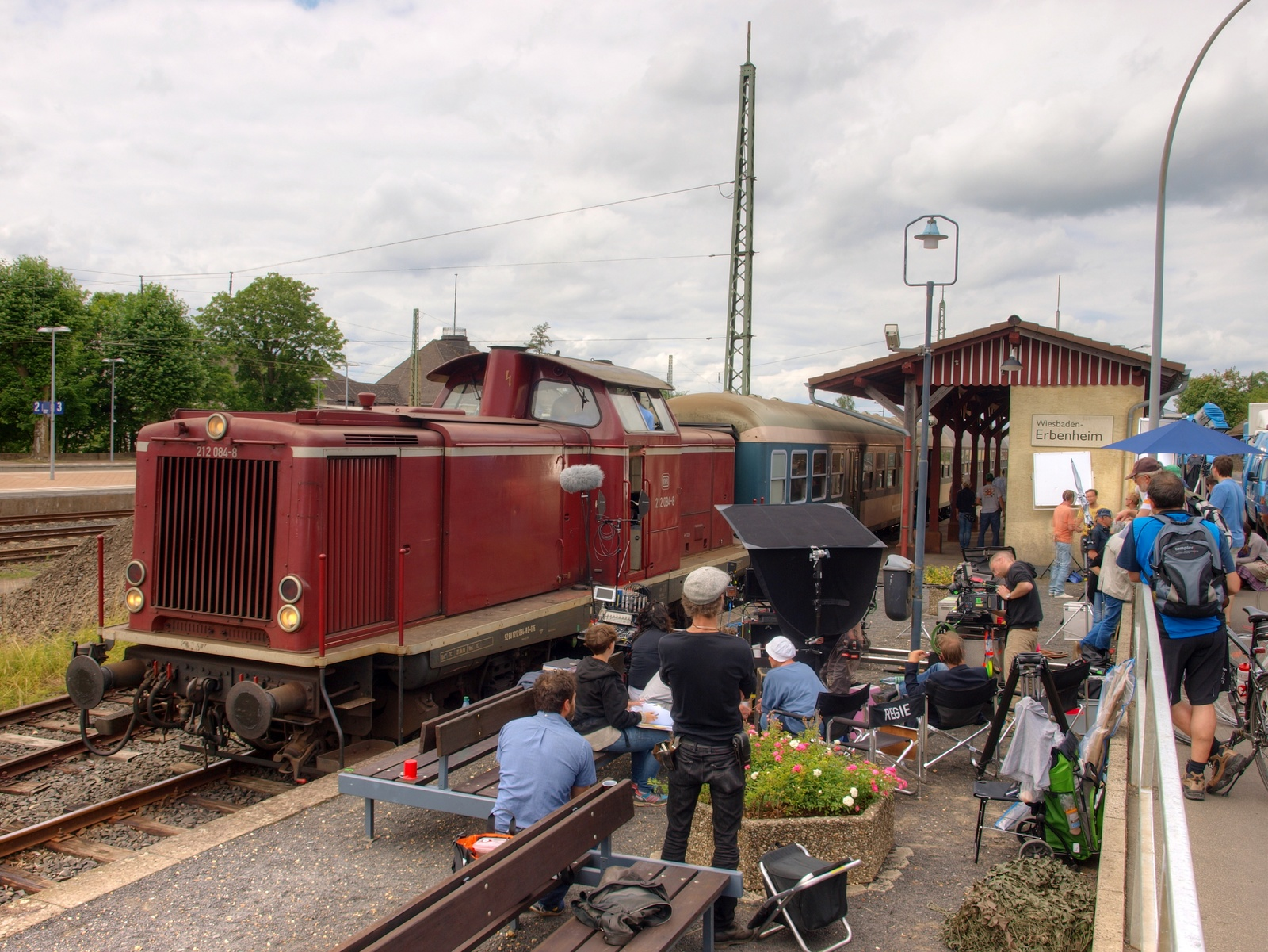
Dreharbeiten im Bf Bad Nauheim Nord, im Film Wiesbaden-Erbenheim

Ein Mann kommt auf dem Bahnhof Wiesbaden-Erbenheim an und wird dort von drei jungen Männern empfangen. Diese wollen ihn offensichtlich töten, doch bevor sie ihre Waffen ziehen können, werden alle drei von einem Unbekannten erschossen. Der Mann, der eigentlich sterben sollte, verlässt den Bahnhof ungerührt. Als Hauptkommissar Murot am Tatort eintrifft, erkennt er in den Leichen die drei Söhne des Werkstattbesitzers und Gangsterbosses Bosco. Die Tat war minutiös geplant worden, der Stationsvorsteher war mittels einer Injektion außer Gefecht gesetzt worden, die Überwachungskameras bis auf einige Sequenzen der Bahnsteigkameras ausgeschaltet. Auf dem Video ist zu sehen, dass nicht der Mann, sondern ein Schütze, der nicht im Bild ist, die Bosco-Brüder erschossen hat. Bosco scheint nicht sehr überrascht, als Murot ihm die Todesnachricht überbringt. Er bestreitet, seine Söhne zum Bahnhof geschickt zu haben.
Als ein Standbild aus dem Überwachungsvideo vergrößert wird, erkennt Murot in dem Mann Richard Harloff, seinen ehemals besten Freund von der Polizeischule, mit dem er und auch die Jugendliebe Mariella in einer Art Ménage à trois zusammengelebt haben. Ein mehrfach wiederkehrendes Symbol dieser Tatortfolge, den traditionell mit Unheil assoziierten Totenkopfschwärmer, trägt Mariella als Tattoo; in einer Liebesszene der Drei erwacht er symbolisch zum Leben. Die Freundschaft endete damals, als Harloff eine größere Menge Marihuana unterschlug. Er war daraufhin mit der gemeinsamen Jugendliebe nach Bolivien ausgewandert und dort zum Drogenbaron aufgestiegen. Murot kann, wie von Harloff erwartet, das Hotel ausfindig machen, in dem dieser abgestiegen ist. Harloff gibt sich ahnungslos und führt an, er habe die Drogengeschäfte aufgegeben und kooperiere mit den Behörden im Kampf gegen Drogen. Als Murot ihn trotzdem mitnehmen will, reagiert er gelassen und zeigt seinem alten Freund seinen Diplomatenpass. Harloff bittet Murot zu einem längeren Gespräch, in dem er ihm erzählt, dass er seinerzeit das Marihuana unterschlagen habe, um der kranken Mutter ihrer Freundin Mariella in Bolivien zu helfen. Nachdem er von der Polizeischule verwiesen worden sei, sei er mit ihr in ihre Heimat gegangen. Dort hätten sie die Mutter bis zu deren Tod gepflegt, ein Jahr später sei die Freundin bei der Geburt des gemeinsamen Sohnes David gestorben, den Harloff dann alleine großgezogen habe. Indirekt gibt er zu, dass er etwas mit den Toten am Bahnhof zu tun hätte. Zum Abschied meint Harloff zu Murot, dass die Vergangenheit trotz der langen Zeit, die seither verstrichen sei, sie noch immer verbinde.
David, der sich in Südamerika als skrupelloser Killer betätigt hat, ist von dort über Frankreich nach Deutschland gereist; Murot allerdings vermutet ihn noch in Frankreich. Richard Harloff taucht derweil bei Bosco auf und präsentiert ihm gefälschte Kaufverträge, nach denen Bosco seine Werkstatt an Harloff verkauft und im Gegenzug ein Anwesen in Bolivien gekauft habe. Dann lässt er Bosco töten und seine Leiche von Boscos Leuten beseitigen. Murot sucht Brüggemann, einen ehemaligen Ausbilder von ihm und Harloff, im Krankenhaus auf und befragt ihn zu diesem. Brüggemann erzählt, dass der Polizeischüler René Hendry damals die Schulleitung über die Verbindung Harloffs mit dem Verschwinden der Drogen informiert hat. Harloff wurde daraufhin beschattet und führte die Drogenfahnder so zu zwei Nachwuchsdealern. Diese machten einen Deal mit der Staatsanwaltschaft und gingen straffrei aus, indem sie ihren Boss und Harloff als Täter ans Messer lieferten. Einer der beiden Dealer war Bosco, der andere Franz Oswald, der heute als Waffenhändler arbeitet.
Murot sucht Oswald auf, doch der hat keine Angst vor Harloff. Kurz nachdem Murot sein Büro verlassen hat, meldet sich Harloff bei ihm. Murot sucht David Harloff auf, den die Polizei mittlerweile ausfindig machen konnte. Er erzählt ihm von der Dreierbeziehung mit seinen beiden Eltern. Richard Harloff hört und sieht das Gespräch über Kameras mit, was keiner der beiden weiß. David Harloff gibt sich ahnungslos ob der Pläne seines Vaters. Nach dem Gespräch trifft David seinen Vater, der einen Überfall auf die Spielbank plant, und fragt ihn, warum er ihm nie von Murot und der Dreiecksbeziehung erzählt habe, doch Richard meint nur, dass er einen falschen Eindruck von seiner Mutter vermeiden wollte. Vater und Sohn fahren zu einem Treffen mit Oswald, von dem sie die Waffen für den Überfall kaufen wollen. Oswald hat sich mit Leibwächtern eines russischen Geschäftspartners vor Harloff abgesichert, dieser sagt ihm zu, dass er ihm nichts tun werde. Nachdem der Waffendeal über die Bühne gegangen ist, eröffnet er Oswald allerdings, dass er dessen russischen Geschäftspartner darüber informiert habe, dass Oswald vor zehn Jahren ein Geschäft verpatzt habe, woraufhin der Lieblingsneffe des Russen bei einer Schießerei ums Leben gekommen sei. Daraufhin töten die russischen Leibwächter Oswald, während Harloff unbeteiligt zusieht.
Unterdessen informiert Murots Kollegin Wächter Murot, dass René Hendry, der nach seiner Ausbildung zur Pariser Polizei gewechselt war, dort seit fünf Tagen verschwunden ist. Die Harloffs hielten sich zu der Zeit dort auf. Als Murot nochmals auf Harloff trifft, erklärt ihm dieser, dass er, Murot, an allem schuld sei und seine Schuld erkennen müsse. Dann würde Harloff sein Spiel beenden. Harloff trifft sich am nächsten Tag mit einer jungen Kollegin von Murot, die dieser auf ihn ansetzen wollte. Er eröffnet ihr, dass er wollte, dass Murot sich in sie verliebe, um sie anschließend zu töten, damit Murot den Schmerz fühle. Harloff tötet sie und schiebt ihr Fotos seiner Männer von den Vorbereitungen zum Spielbanküberfall unter, damit die Polizei diese bei ihr findet. Der Plan geht auf und die Beamten lassen die Spielbank überwachen, weil sie glauben, dass ihre junge Kollegin die Vorbereitungen in Erfahrung gebracht habe. Wächter informiert Murot, dass die französischen Kollegen Hendry im Keller seines Hauses tot aufgefunden haben, er war gefoltert worden und ist verblutet. An die Kellerwand wurde mit Hendrys Blut ein Spruch geschrieben, mit dem Murot Harloff damals aufgezogen hatte. Harloff bereitet seine Leute auf den Spielbanküberfall am nächsten Tag vor; er gibt den Leuten ein Mittel, angeblich ein pflanzliches Mittel zur Beruhigung und Aufmerksamkeitssteigerung. Donny, genannt Caliban, die ehemals rechte Hand von Bosco, erkennt, dass es sich bei dem Mittel um aufputschende Drogen handelt; offensichtlich will Harloff die Leute zu unter Drogen stehenden Berserkern machen. Er sagt Harloff auf den Kopf zu, dass er gar nicht die Spielbank überfallen, sondern ein Massaker mit der Polizei provozieren wolle. Harloff bietet ihm Geld an, erzählt ihm dann bei einem Glas Wein, dass David nicht sein, sondern Murots Sohn ist. Weil seine Freundin bei der Geburt von Murots Sohn ums Leben gekommen sei, solle Murot töten, um zu leben. Damit will er Murot bestrafen und leiden lassen. Anschließend tötet Harloff den Mann, damit dieser das Wissen über seine Motive mit ins Grab nimmt.
Wächter beobachtet vor Harloffs Werkstatt die Vorbereitungen und die Abfahrt von Harloffs Leuten zur Spielbank, wird dann aber von Harloff gefangen genommen. Der Beamte Werner, der die Werkstatt beobachtet, wird von Harloff erschossen. Dann ruft er von Wächters Smartphone aus Murot an und kündigt an, Wächter zu erschießen, David stellt sich allerdings dazwischen. Harloff erzählt über Funk seinen unter Drogen stehenden Leuten, dass sie in einen Hinterhalt geraten seien und sie das Feuer eröffnen sollten. Eine Gruppe lotst er zum Einsatzwagen, in dem Murot sitzt. Dann stört er die Übertragung in Murots Wagen, so dass Murot und seine Kollegen nicht mitbekommen, was draußen geschieht. Es kommt zu einer blutigen Schießerei, in der auch Murot eingreifen und Gangster töten muss. Zurück bleibt ein Schlachtfeld vor der Spielbank, auf dem vier Polizisten und 36 Leute von Harloff ums Leben gekommen sind. Drei weitere Menschen sind so schwer verletzt, dass sie wohl sterben werden. Harloff erklärt David, dass Murot gleich in der Werkstatt eintreffen werde und weist ihn an, Murot zu erschießen. Harloff hat eine Videobotschaft für Murot vorbereitet, Wächter schließt daraus, dass nicht Murot getötet werden soll, sondern David. Weiter schließt sie, dass nicht er Davids Vater ist, sondern Murot, was Harloff zugibt. Er habe David nur großgezogen, damit Murot ihn tötet. Er holt aus, dass er David direkt nach der Geburt töten wollte, nachdem seine Freundin gestorben war. Ihm sei sofort klar gewesen, dass das Kind von Murot war, und er habe es beim ersten Schrei nach Liebe oder Nahrung töten wollen. Doch das Kind schrie nicht, so dass er seinen langfristigen Racheplan entwickelte.
David hört dieses Geständnis mit an und erwürgt Harloff, nachdem er zunächst versucht hatte, ihn zu erschießen. Doch Harloff hatte seine Waffe mit Platzpatronen geladen, um sicherzugehen, dass David von Murot erschossen wird. David geht hinaus, um sich vom gerade eintreffenden Murot erschießen zu lassen. Wächter kann ihn nicht daran hindern, aber Murot in letzter Sekunde anrufen, um ihm zu sagen, dass er Davids Schüsse auf keinen Fall erwidern solle. Murot erkennt sofort, dass David nicht auf ihn, sondern nur auf seine kugelsichere Weste zielt, da David ein sehr guter Schütze ist. Er kann David dazu bewegen, ihm die Waffe zu übergeben, doch zieht David seine zweite Waffe, so dass die eingetroffenen Kollegen David töten. Wächter, die Davids Tod mitbekommen hat, vernichtet die Beweise von Murots Vaterschaft, um Murot vor Harloffs postmortaler Rache zu schützen.
Am Ende tritt in einer Art Epilog noch einmal der Gangsterboss Bosco auf und hält ein lyrisches Plädoyer gegen die Rache. Mit der Bitte, stattdessen lieber der Toten zu gedenken und die Wahrheit stets im Herzen zu suchen, stellt er sich auf eine Treppe, auf der alle getöteten Personen der Handlung versammelt sind.

## Hintergrund

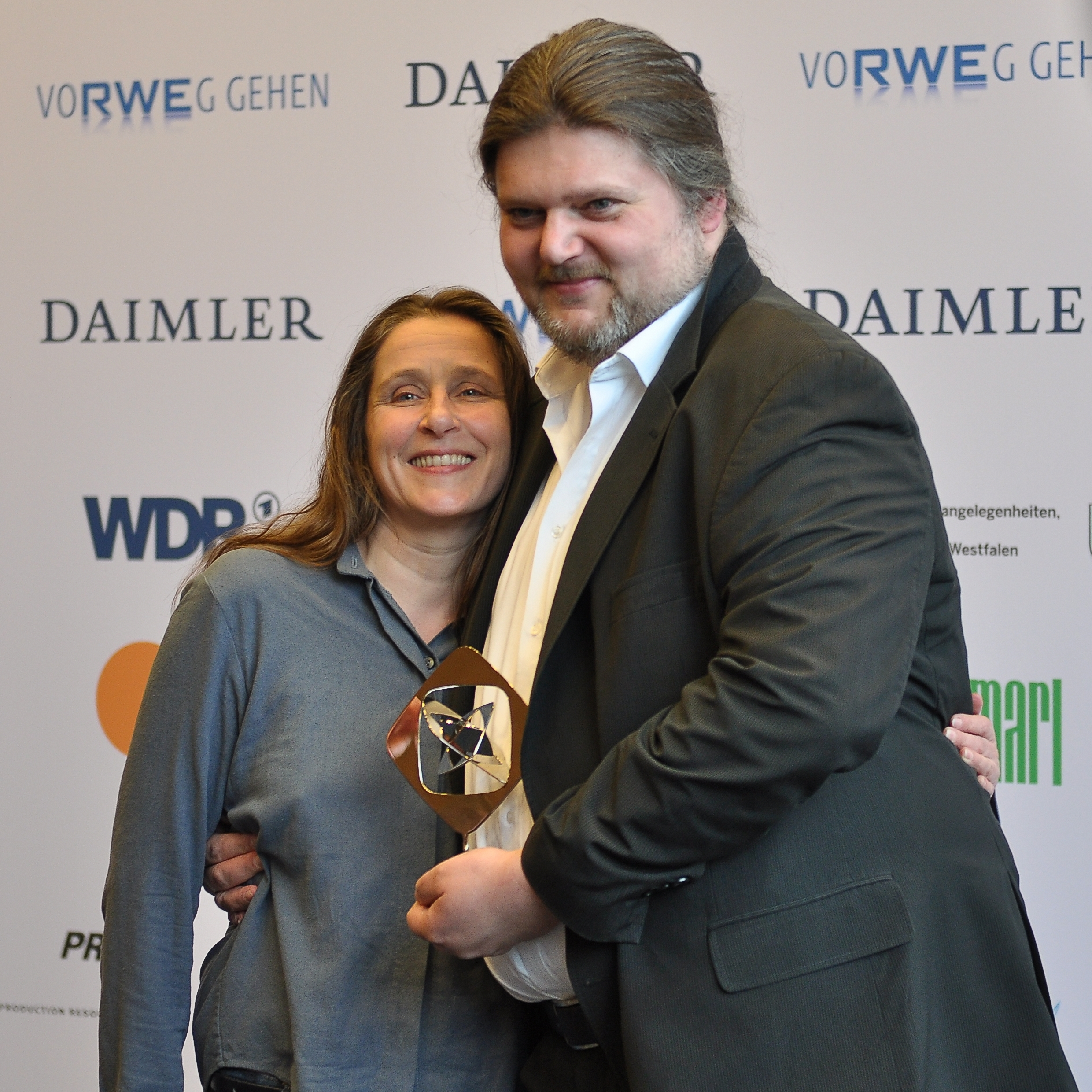
Drehbuchautor Michael Proehl und Schauspielerin Barbara Philipp bei der Verleihung des Grimme-Preises 2015

Der Verfasser des Drehbuchs Michael Proehl gestaltete den Tatort mit Ulrich Tukur in der Rolle des LKA-Ermittlers Felix Murot nach dem Muster eines Dramas von William Shakespeare. In der Tradition von Shakespeare steht Proehl mit der komplexen, klassisch verwickelten, aber logisch stringenten und spannenden Rachegeschichte, die weit in die Vergangenheit des Hauptkommissars Murot reicht, sowie durch die Verwendung dramaturgischer Mittel, wie etwa der direkten Ansprache des Publikums durch eine der Figuren.
Der Film bezieht sich stilistisch und auch inhaltlich auf klassische Filmwerke, so in der Bahnhofsszene am Anfang auf Sergio Leones Italowestern Spiel mir das Lied vom Tod und auf Truffauts Jules et Jim. Die Häufung der Toten nimmt ebenso Bezug auf die Dramen von Shakespeare wie auf die blutigen und verlustreichen Auseinandersetzungen in Italowestern und in Filmen von Quentin Tarantino. Als Zahl der Toten des Krimis wurde vor der Ausstrahlung oft 47 angegeben. Laut einem Redakteur nannte ein Schauspieler diesen Wert vorab bei einer Pressevorführung; die Leichen seien jedoch von den Machern selbst nicht gezählt worden und der erreichte Rekord für die Tatort-Reihe sei nicht angestrebt worden. Nach der Ausstrahlung nannte die Presse Zahlen zwischen 49 und 54 Leichen. Anhand der Originalfassung der ARD ergeben sich tatsächlich 54 Getötete. Zunächst sterben die vier Boscos, der Schriftsteller Oswald, die Polizisten Anna Dischko, René Hendry und Werner, sowie Harloffs Handlanger Donny, genannt Caliban. In dem Massaker vor dem Casino Wiesbaden kommen laut dem Erzähler Bosco vier Polizisten, 36 Angreifer Harloffs und drei Zivilisten ums Leben. In den finalen Filmsequenzen sterben schließlich Vater und Sohn Harloff.
Der Film enthält auch Motive des Theaterstücks Der Besuch der alten Dame von Friedrich Dürrenmatt, indem er die Geschichte einer Person aufgreift, die wegen eines Unrechts auswandert, in der Fremde zu Reichtum kommt und zurückkehrt, um einen über die Jahrzehnte geschmiedeten Racheplan zu vollziehen.
Neben klassischen Stilmitteln des Theaters verwendet der Film kinematografische Stilmittel wie etwa eingefärbte Freeze Frames, die in Deutschland kaum Verwendung finden und vorwiegend durch Action- und Kung-Fu-Filme der 1970er Jahre bekannt sind und heute von Regisseuren wie Quentin Tarantino oder Zack Snyder eingesetzt werden.
Regie führte Florian Schwarz, der mit Michael Proehl eng befreundet ist und bei der Entwicklung des Films mit diesem eng zusammenarbeitete.
Die Dreharbeiten der Bahnhofszene fanden im Juni 2013 auf dem Bahnhof Bad Nauheim-Nord an der ehemaligen Butzbach-Licher Eisenbahn statt. Die Szenen der Autowerkstatt wurden auf dem Gelände eines ehemaligen Bauunternehmens in der Sontraer Straße in Frankfurt-Fechenheim gedreht.

## Musik
Für diesen Tatort wurde als Filmmusik ausschließlich klassische Musik ausgewählt, darunter Stücke von Johann Sebastian Bach, Ludwig van Beethoven, Peter Tschaikowski, Antonín Dvořák, Jean Sibelius, Antonio Vivaldi, Georg Friedrich Händel, Giuseppe Verdi und Gustav Holst. Ebenso ist immer wieder das Motiv der Filmmusik aus Jules et Jim zu hören. Die Musik wurde teilweise vom hr-Sinfonieorchester, dirigiert von Frank Strobel, eigens für den Film eingespielt. Andere Aufnahmen stammen aus dem Archiv.

## Tatort – die Show
Rund um den Tatort startete der Hessische Rundfunk die interaktive Web-TV- und Radio-Show „Tatort – die Show“ mit dem Moderator Daniel Boschmann, die unmittelbar nach dem Spielfilm über den Hörfunksender You FM ausgestrahlt wurde und auf Zuschauer-Interaktion setzte.

## Rezeption

### Kritiken
Die Kritik fand lobende Worte für den Film:

„Vielleicht der beste ‚Tatort‘ des Jahres. Auf jeden Fall der irrste. […] Hauptdarsteller Tukur, der hier als Murot am Ende mit der Maschinenpistole in die Menge hält, verriet im Interview, dass er selbst am Anfang skeptisch war, ob dieses überhöhte Schnellfeuerwaffen-Theater aufgehen würde. Wir finden: ja! Und folgen der Zitier- und Schießwut der Verantwortlichen in jeder Sekunde. Gut möglich, dass der Großteil der Zuschauer das nicht tut. Gut möglich, dass nach diesem Gewaltakt von Kunstkrimi wieder mal Morddrohungen beim Hessischen Rundfunk eingehen.“

„Ein Krimi voller Anspielungen, Bezüge und Querverweise kann ehrgeizig wirken, und Ehrgeiz erreicht das Herz der Leute ja nie. Regisseur Florian Schwarz und Autor Michael Proehl allerdings erzählen eine Geschichte, die von den vielen Zitaten bereichert und beflügelt, nicht erdrückt wird. […] Eine Inszenierung voller Präzision, kein Zitat ohne Anschluss an die Story. Am Ende weint kurz Murot, und sogar der Name seiner Assistentin ist mehr als ein Name. Dieser Tatort ist eine Zumutung, einerseits. Vor allem ist er ein Geschenk.“

„Dieser ‚Tatort‘ ist ein Hammer. Schwer wie ein Alb, dunkel wie Blut, heiß wie die Sonne, wild wie ein Herz, schwebend wie eine Schneeflocke. Doch, das passt schon alles! Ein phantastisches Stück, das man sich nicht hatte erträumen lassen im deutschen Fernsehen, ein Phantasiestück im Wortsinn, auch das: ganz scharfes Theater also, ein tiefer Schnitt ins Fleisch der Gewohnheit. […] Matthes und Tukur liefern ein Kammerspiel ab, das seinesgleichen erst noch sucht.“

Im Film-Dienst hieß es, dass das Werk ein „grandios gespielter“ Krimi sei und dass die zahllosen Referenzen an Theater, Oper, Gemälde-Klassiker, Western und Thriller „ebenso souverän wie selbstironisch pointiert vertraute Sehgewohnheiten“ unterwanderten.

### Einschaltquoten
Die Erstausstrahlung von Im Schmerz geboren am 12. Oktober 2014 wurde in Deutschland insgesamt von 9,29 Millionen Zuschauern gesehen und erreichte einen Marktanteil von 26,0 % für Das Erste; in der Gruppe der 14- bis 49-jährigen Zuschauer konnten 3,11 Millionen Zuschauer und ein Marktanteil von 22,0 % erreicht werden.
In Österreich wurden 611.000 Zuschauer und 20 % Marktanteil erzielt.

### Festivals und Auszeichnungen

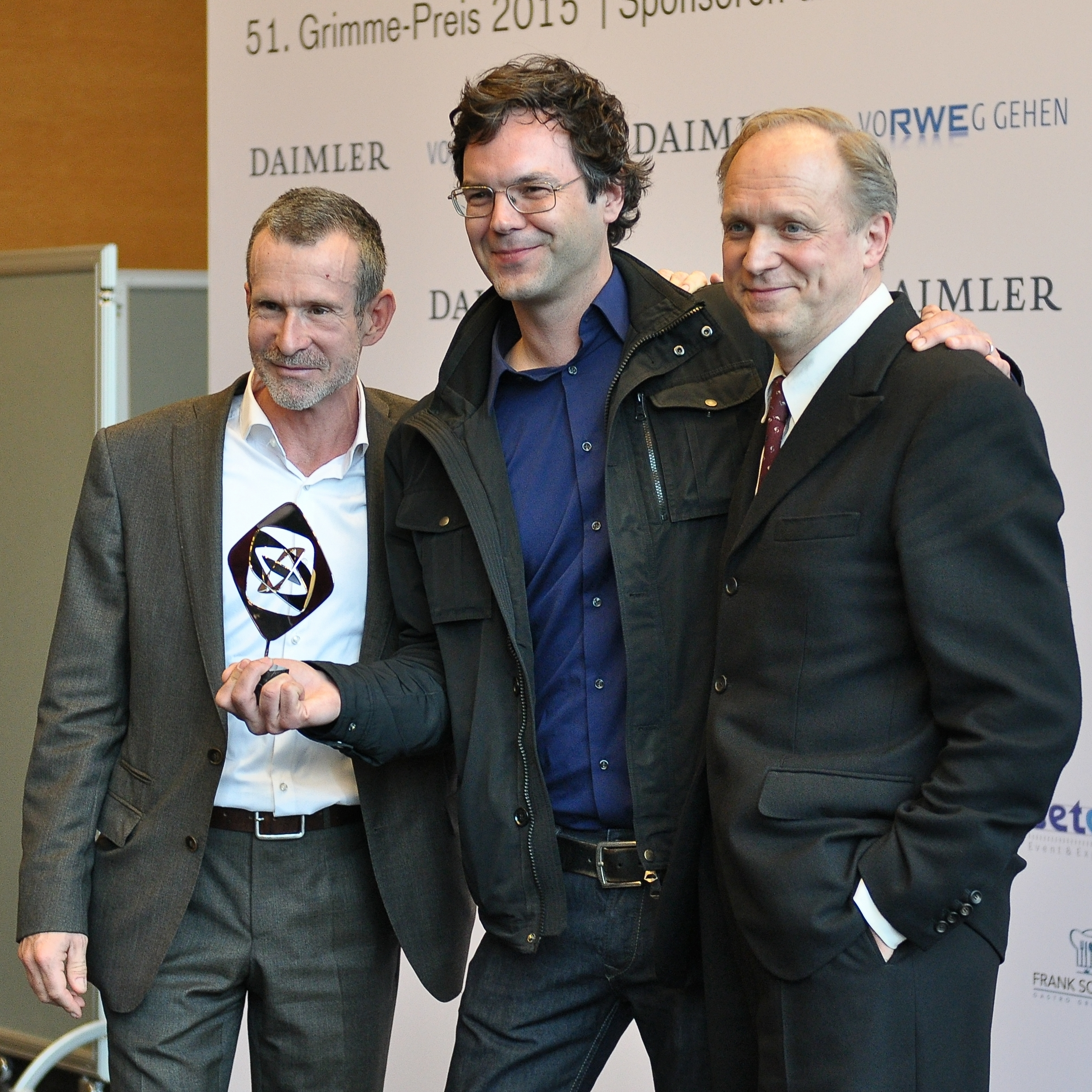
Ulrich Matthes, Florian Schwarz und Ulrich Tukur bei der Verleihung des Grimme-Preises 2015

Die Uraufführung fand am 28. Juni 2014 auf dem 32. Filmfest München statt. Dort gewann der Hessische Rundfunk als Produzent, vertreten durch die verantwortlichen Redakteure Liane Jessen und Jörg Himstedt, den mit 25.000 Euro dotierten Bernd-Burgemeister-Fernsehpreis für die Produzenten des besten Spielfilms aus der Reihe Neues Deutsches Fernsehen. Die Jury begründete die Verleihung wie folgt:

„Ehemalige beste Freunde werden durch den exzessiven Rachewillen des Einen zu Todfeinden. Das ist in keiner Phase ein herkömmlicher Krimi. Es ist überraschende TV-Unterhaltung mit großer erzählerischer Eleganz und visueller Stilsicherheit. Man wird als Zuschauer emotional mitgerissen und wahrt gleichzeitig ironische Distanz. […] Die produzentische Leistung besteht vor allem im konsequenten Handeln in jeder Phase des Projektes mit einem ganz klaren Ziel vor Augen: Zukunftsorientiertes Fernsehen, das die Zuschauer aufregen wird, in vielerlei Hinsicht.“

Ebenfalls noch vor der Ausstrahlung im Fernsehen lief der Film auf dem 10. Festival des deutschen Films in Ludwigshafen, das den Hessischen Rundfunk als verantwortliche Redaktion dafür mit dem erstmals vergebenen Medienkulturpreis auszeichnete. Im Schmerz geboren erhielt darüber hinaus den Publikumspreis des Festivals gemeinsam mit dem Film Jack von Edward Berger und eine „Besondere Auszeichnung“ der Filmkunstpreis-Jury. In der Begründung der Jury hieß es u. a., dass der Film es „so krachen lässt, dass Lachen, Spannung, und geistige Erbauung sich zur schieren Lust am Zuschauen vergesamtkunstwerken“.
Im Rahmen des Fernsehfilmfestivals Baden-Baden 2014 gewann Tatort: Im Schmerz geboren sowohl den 3sat-Zuschauerpreis als auch den Fernsehfilmpreis der Deutschen Akademie der Darstellenden Künste.
Die Tatort-Folge wurde mit der Goldenen Kamera 2015 als „bester deutscher Fernsehfilm“ prämiert. Schauspieler Ulrich Matthes erhielt zudem die Goldene Kamera als „bester Schauspieler National“.
Bei der Verleihung der Grimme-Preise 2015 wurde der Film in der Sparte „Fiktion“ ausgezeichnet. Die Trophäe ging an Michael Proehl (Buch), Florian Schwarz (Regie), Liane Jessen (Redaktion), Ulrich Matthes und Ulrich Tukur (Darstellung).

### Second Screen
Zu der Folge Im Schmerz geboren konnte die höchste bis dato gemessene Anzahl der von Zuschauern während der Erstausstrahlung einer Tatort-Folge veröffentlichten Twitter-Beiträge gezählt werden, wie der Bayerische Rundfunk ermittelte. Durchschnittlich werden 8461 Tweets pro Tatort verfasst, bei dieser Folge summierte sich die Anzahl der Beiträge auf einen Rekordwert von 20.557 Tweets.